# Warhammer 40,000: Dark Millennium
Warhammer 40,000: Dark Millennium, раніше відома як Warhammer 40K MMO і Warhammer 40,000: Dark Millennium Online — невипущена відеогра за всесвітом Warhammer 40,000, яка розроблялася студією Vigil Games — філіалом компанії THQ. 

## Ігровий процес
Засновник студії Vigil Games Дейв Адамс обіцяв, що гра виглядатиме так, "...щоб той, хто проходить повз Dark Millennium Online, не зміг відразу визначити жанр гри. Інтерфейс у нас буде спартанський: не зовсім як в шутерах, але вже близько".
Також обіцялося багато дистанційних боїв, але відводилося місце і рукопашним сутичкам.

## Розробка
Гру було анонсовано 1 березня 2007 року, додаткова інформація вийшла разом з трейлером на виставці E3 2010.
Dark Millennium планувалося як багатокористувацька онлайн-гра, проте Vigil Games оголосили, що вони відкидатимуть ММО-компоненти гри, щоб зосередитися на одиночній грі з більш традиційним мультиплеєром.
29 березня 2012 року також і глава THQ Брайан Фаррелл оголосив, що концепція Warhammer 40000: Dark Millennium буде перероблена на однокористувацький шутер. При цьому одиночна кампанія мала бути доповнена різноманітними мережевими режимами. Причиною таких змін він назвав нестачу коштів на створення і підтримку повноцінної MMORPG.